# دوبی برادرز
دِدوبی برادرز (به انگلیسی: The Doobie Brothers) گروه راک آمریکایی از سن خوزه، کالیفرنیا هستند. این گروه بیش از ۴۰ میلیون آلبوم در سطح جهان فروش داشته‌است. این گروه به مدت پنج دهه فعال بوده و اوج موفقیت آن در دهه ۱۹۷۰ بوده‌است.